# Mejrirok
Mejrirok est une île de l'atoll de Jaluit, dans les Îles Marshall. Elle est située au sud-ouest de l'atoll et à l'est de la Nansei-suidō (passe du sud-ouest). Elle comporte un village ainsi qu'une école élémentaire, la Mejrirok Elementary School.